# 1979 في المملكة المتحدة
فيما يلي قوائم الأحداث التي وقعت خلال عام 1979 في المملكة المتحدة.

## سياسة

### تعيين في المنصب
- 1 يناير – جون هيوم زعيم الحزب  الاشتراكي الديمقراطي العمالي ‏.
- 4 مايو – جون سميث وزير الدولة للأعمال والتجارة [الإنجليزية]‏.
- 4 مايو – جون نوت وزير الدولة للأعمال والتجارة [الإنجليزية]‏.
- 4 مايو – جيمس كالاهان زعيم معارضة.
- 4 مايو – دينيس ثاتشر زوج رئيس وزراء المملكة المتحدة [الإنجليزية]‏.
- 4 مايو – فرانسيس بيم، البارون بيم وزير الدفاع [الإنجليزية]‏.
- 4 مايو – مارغريت ثاتشر وزير الخدمة المدنية [الإنجليزية]‏، رئيس وزراء المملكة المتحدة، اللورد الأول للخزانة.
- 4 مايو – نيل كينوك وزير ظل للتعليم [الإنجليزية]‏.

### انتهاء فترة المنصب
- 1 يناير – السي هاستينغز قاضي دائرة [الإنجليزية]‏.
- 4 مايو – توني بين وزير الدولة للطاقة ‏.
- 4 مايو – جيمس كالاهان رئيس وزراء المملكة المتحدة.
- 4 مايو – فرانسيس بيم، البارون بيم وزير ظل الدولة للخارجية [الإنجليزية]‏.
- 4 مايو – مارغريت ثاتشر زعيم معارضة.

## رياضة
- 1 يناير – بطولة ويمبلدون 1979
- 14 يوليو – جائزة بريطانيا الكبرى 1979 الفائز كلاي ريجاتسوني.

## ظهور
- 1 يناير – لندن ريفيو أوف بوكس

## أفلام
من الأفلام التي صدرت هذه السنة في المملكة المتحدة:
- 1 يناير – الدمى من إخراج جيمس فراولي.
- 1 يناير – تس من إخراج رومان بولانسكي.
- 1 يناير – شارع هانوفر من إخراج بيتر هيامس.
- 1 يناير – صائد الغزلان من إخراج مايكل تشيمينو.
- 1 يناير – كاليغولا من إخراج بوب غوتشيواني، تينتو براس.
- 25 مايو – فضائي من إخراج ريدلي سكوت.[1]
- 26 يونيو – حاصد القمر من إخراج لويس جيلبرت.
- 10 ديسمبر – سوبرمان من إخراج ريشارد دونر.

## برامج ومسلسلات وأنمي
- اعقل لغتك

## كتب
من الكتب التي صدرت هذه السنة في المملكة المتحدة:
- 1 يناير – القضايا الأخيرة للآنسة ماربل من تأليف أجاثا كريستي.
- 1 يناير – حياه المختبر من تأليف Steve Woolgar [الإنجليزية]‏.
- 1 يناير – دليل المسافر إلى المجرة من تأليف دوغلاس آدمز.
- 1 يناير – كين وأبيل من تأليف جيفري آرتشر.

## مواليد

### يناير
- 1 يناير – ليزا هارفي سميث عالمة فلك أسترالية.
- 2 يناير – جوناثان غرينينغ لاعب كرة قدم إنجليزي.[2]
- 8 يناير – تومي ميلر لاعب كرة قدم من المملكة المتحدة.[3]
- 14 يناير – كارين إيلسون[4]
- 18 يناير – ويلي كولوم حكم كرة قدم من المملكة المتحدة.
- 19 يناير – ويلي
- 20 يناير – ويل يونغ[5]
- 27 يناير – روزاموند بايك[6]
- 31 يناير – دانيال تاميت رياضياتي بريطاني.

### فبراير
- 2 فبراير – ويلي ليموند ملاكم من المملكة المتحدة.
- 26 فبراير – ستيف إيفانز لاعب كرة قدم ويلزي.[7]
- 26 فبراير – كورين بايلي راي[8]

### مارس
- 1 مارس – غافين غلينتون لاعب كرة قدم إنجليزي.[9]
- 2 مارس – نيكي ويفر لاعب كرة قدم إنجليزي.[10]
- 4 مارس – جوني غريفز
- 6 مارس – غاري مونك لاعب كرة قدم.[11]
- 12 مارس – بيت دورتي[12]
- 27 مارس – لويز بريلي ممثلة بريطانية.
- 27 مارس – هايدن مولينز لاعب كرة قدم إنجليزي.[13]

### أبريل
- 3 أبريل – ستيف سيمونسين لاعب كرة قدم إنجليزي.[14]
- 9 أبريل – إدوارد بينيت ممثل بريطاني.
- 10 أبريل – صوفي إليس-بكستور[15]
- 15 أبريل – لوك إيفانز
- 18 أبريل – أنطوني ديفيدسون سائق فورمولا 1 من المملكة المتحدة.
- 18 أبريل – ماثيو أبسون لاعب كرة قدم إنجليزي.[16]
- 21 أبريل – جيمس مكافوي[17]
- 29 أبريل – جو أوميارا[18]

### مايو
- 4 مايو – غاري ميسون
- 5 مايو – لوك سيمبكين
- 14 مايو – كلنتون موريسون لاعب كرة قدم أيرلندي.[19]
- 17 مايو – اين توماس لاعب كرة قدم بريطاني.[20]
- 28 مايو – نونسو أنوزي ممثل بريطاني.

### يونيو
- 8 يونيو – أشلي لونغ[21]
- 22 يونيو – نايجل رايت
- 25 يونيو – ريتشارد هيوز لاعب كرة قدم اسكتلندي.[22]
- 29 يونيو – أندي أوبراين لاعب كرة قدم أيرلندي.[23]

### يوليو
- 2 يوليو – كريس ميكي سائق سيارة سباق من المملكة المتحدة.
- 13 يوليو – كريغ بيلامي لاعب كرة قدم بريطاني.[24]
- 19 يوليو – لوك يونغ لاعب كرة قدم إنجليزي.[25]
- 23 يوليو – إيان كانينغ منتج أفلام بريطاني.
- 26 يوليو – جولييت رايلانس ممثلة بريطانية.[26]

### أغسطس
- 3 أغسطس – بول مكلوسكي ملاكم من المملكة المتحدة.
- 5 أغسطس – ديفيد هيلي لاعب كرة قدم.[27]
- 5 أغسطس – ريتشارد غراهام لاعب كرة قدم من المملكة المتحدة.
- 8 أغسطس – دانييل غابيدون لاعب كرة قدم ويلزي.[28]
- 8 أغسطس – ريتشارد تاورز
- 12 أغسطس – إيان هاتشينسون متسابق دراجات نارية من المملكة المتحدة.
- 20 أغسطس – سارا برول لاعبة كرة مضرب بريطانية.
- 24 أغسطس – جون ويلكينسون لاعب كرة قدم إنجليزي.
- 25 أغسطس – مارلون هاريوود لاعب كرة قدم بريطاني.[29]

### سبتمبر
- 8 سبتمبر – ميل يوب[30]
- 11 سبتمبر – ليون كورت لاعب كرة قدم.[31]
- 13 سبتمبر – نيكي كوك ملاكم من المملكة المتحدة.
- 20 سبتمبر – شين ديفيز لاعب كرة قدم إنجليزي.[32]
- 21 سبتمبر – جوليان غراي لاعب كرة قدم بريطاني.[33]
- 24 سبتمبر – إيمرسون بويس لاعب كرة قدم باربادوسي.[34]
- 25 سبتمبر – جيسون كوماس لاعب كرة قدم ويلزي.[35]
- 30 سبتمبر – أنتوني هوارد سبّاح من المملكة المتحدة.

### أكتوبر
- 2 أكتوبر – مايكل بول لاعب كرة قدم إنجليزي.[36]
- 7 أكتوبر – ديفيد دولان
- 13 أكتوبر – ويس براون لاعب كرة قدم إنجليزي.[37]
- 14 أكتوبر – كلارك كارليسل لاعب كرة قدم إنجليزي.[38]
- 15 أكتوبر – بول روبنسون لاعب كرة قدم إنجليزي.[39]
- 21 أكتوبر – كارل هاريس
- 23 أكتوبر – سيمون ديفيز لاعب كرة قدم ويلزي.[40]

### نوفمبر
- 7 نوفمبر – مارك جونز
- 8 نوفمبر – آرون هيوز لاعب كرة قدم بريطاني.[41]
- 9 نوفمبر – كارولين فلاك مقدمة تلفزيونية من المملكة المتحدة.[42]
- 9 نوفمبر – مارتن تايلر لاعب كرة قدم إنجليزي.[43]
- 23 نوفمبر – كيلي بروك[44]
- 26 نوفمبر – تومي بلاك لاعب كرة قدم إنجليزي.[45]

### ديسمبر
- 5 ديسمبر – غاريث ماكاولي لاعب كرة قدم إنجليزي.[46]
- 14 ديسمبر – صوفي مونك[47]
- 14 ديسمبر – مايكل أوين لاعب كرة قدم إنجليزي.[48]
- 17 ديسمبر – جيمي آرثر ملاكم من المملكة المتحدة.
- 23 ديسمبر – كيني ميلر لاعب كرة قدم إنجليزي.[49]
- 27 ديسمبر – ديفيد دان لاعب كرة قدم إنجليزي.[50]

## وفيات

### يناير
- 2 يناير – سيدني مانتون (مواليد 1902) عالمة حشرات بريطانية.
- 26 يناير – بارت مكغي (مواليد 1899) لاعب كرة قدم أمريكي.

### فبراير
- 2 فبراير – سيد فيشوس (مواليد 1957)[51]

### مارس
- 24 مارس – ايفون ميتشيل (مواليد 1915)

### مايو
- 26 مايو – توم هيرون (مواليد 1948) متسابق دراجات نارية أيرلندي.
- 28 مايو – مايكل أبركرومبي (مواليد 1912)
- 31 مايو – إرنست بيري (مواليد 1891) لاعب كرة قدم.

### أغسطس
- 18 أغسطس – إيلين بينيت ويتينجستال (مواليد 1907) لاعبة كرة مضرب بريطانية.[52]
- 27 أغسطس – لويس مونتباتن (مواليد 1900)[53]

### سبتمبر
- 7 سبتمبر – إيفور آرمسترونغ ريتشاردز (مواليد 1893)[54]
- 9 سبتمبر – نوري بارامور (مواليد 1914)[55]

### أكتوبر
- 24 أكتوبر – هيرمان آرثر يان (مواليد 1907)

### نوفمبر
- 24 نوفمبر – ريج آرمسترونغ (مواليد 1928)

### ديسمبر
- 7 ديسمبر – سيسيليا باين (مواليد 1900) عالمة فلك أمريكية.[56]